# Lưu Nghĩa Tuyên
Lưu Nghĩa Tuyên (chữ Hán: 刘义宣, 413 – 454), người Tuy Lý, Bành Thành , là quan viên, hoàng thân nhà Lưu Tống trong lịch sử Trung Quốc.

## Thiếu thời
Nghĩa Tuyên là con trai thứ sáu của Lưu Tống Vũ đế Lưu Dụ, mẹ là Tôn mỹ nhân.
Năm 424 thời Lưu Tống Văn Đế, Nghĩa Tuyên lên 12 tuổi, được phong Cánh Lăng vương, thực ấp 5000 hộ; sau đó được bái làm Hữu tướng quân, trấn Thạch Đầu.
Năm 430, ông được thăng Sứ trì tiết, Đô đốc Từ, Duyện, Thanh, Ký, U 5 châu chư quân sự, Từ Châu thứ sử, tướng quân như cũ; tiếp tục đồn thú Thạch Đầu. Năm 431, ông được cải làm Đô đốc Nam Duyện, Duyện Châu thứ sử, trấn Sơn Dương, chưa lên đường. Năm 432, ông được thăng Trung thư giám, tiến hiệu Trung quân tướng quân, gia tán kỵ thường thị, cấp 1 bộ Cổ xuy. Khi ấy ở Cánh Lăng các tộc thiểu số nổi dậy, việc lao nặng nề khiến dân ly tán, triều đình cải phong Nghĩa Tuyên làm Nam Tiếu vương; rồi cho lĩnh Thạch Đầu thú sự.
Năm 436, ông được ra làm Đô đốc Giang Châu, Dự Châu chi Tây Dương, Tấn Hi, Tân Thái 3 quận chư quân sự, Trấn nam tướng quân, Giang Châu thứ sử.

## Nắm quyền Kinh Châu
Từ sớm, Vũ đế cho rằng Kinh Châu là vùng đất trọng yếu ở thương lưu Trường Giang, đất rộng binh nhiều, di chiếu dặn dò Thiếu đế chỉ giao chức thứ sử cho các em của anh ta. Sau khi trấn áp Tạ Hối, Văn đế lần lượt giao chức Kinh Châu thứ sử cho các em trai Lưu Nghĩa Khang, Lưu Nghĩa Cung và em họ Lưu Nghĩa Khánh (con Lưu Đạo Liên, kế tự Lưu Đạo Quy). Nghĩa Khánh là ngoại lệ, vì ông ta là hoàng thân có danh vọng bậc nhất, hơn nữa Lưu Đạo Quy là đại công thần. Đến nay theo thứ tự phải là Nghĩa Tuyên, nhưng Văn đế đánh giá tài năng của ông kém cỏi, không kham được vị trí ấy, nên vào năm 439, lấy Lưu Nghĩa Quý thay thế Nghĩa Khánh, còn Nghĩa Tuyên thay thế Nghĩa Quý làm Nam Từ Châu thứ sử, Đô đốc Nam Từ Châu quân sự, Chinh bắc tướng quân, trì tiết như cũ. Được gia Tán kỵ thường thị.
Nhờ chị cả là Cối Kê công chúa Lưu Hưng Đệ thường xuyên nhắc nhở Văn đế, đến năm thứ 21 (444), Nghĩa Tuyên được thay thế Nghĩa Quý (có bệnh xin về) làm Đô đốc Kinh, Ung, Ích, Lương, Ninh, Nam – Bắc Tần 7 châu chư quân sự, Xa kỵ tướng quân, Kinh Châu thứ sử, trì tiết, thường thị như cũ; nhưng trước đó Văn đế hạ chiếu răn dạy ông rất nghiêm khắc. Nghĩa Tuyên đến trấn, siêng năng làm việc, sửa sang chánh sự. Được tiến vị Tư không, cải Thị trung, lĩnh Nam Man hiệu úy.
Năm 450, quân Bắc Ngụy phản kích, tiến sâu vào lãnh thổ Lưu Tống. Nghĩa Tuyên sợ hãi, muốn bỏ châu trị Giang Lăng (ở bờ bắc Trường Giang) chạy xuống Thượng Minh (ở bờ nam Trường Giang). Sau khi quân Ngụy rút lui, Văn đế hạ chiếu rằng: "Hãy lo cho dân, không nên nghĩ kế bỏ trốn."
Năm 453, ông được thăng Tư đồ, Trung quân tướng quân, Dương Châu thứ sử, thị trung như cũ. Nghĩa Tuyên còn chưa lên đường về triều thì thái tử Lưu Thiệu sát hại Văn đế rồi lên ngôi, tức là Nguyên Hung, lấy ông làm Trung thư giám, Thái úy, lĩnh Tư đồ, thị trung như cũ. Nghĩa Tuyên nghe tin, lập tức khởi binh, tập hợp giáp binh, truyền hịch xa gần. Đến khi Vũ Lăng vương Lưu Tuấn tiến về kinh thành, Nghĩa Tuyên sai Tham quân Từ Di Bảo soái 3000 quân, làm tiền phong cho ông ta.
Lưu Tuấn lên ngôi, tức là Hiếu Vũ đế, lấy Nghĩa Tuyên làm Trung thư giám. Đô đốc Dương, Dự 2 châu, thứ sử, gia Vũ bảo, Cổ xuy, cấp 40 võ sĩ đeo Ban kiếm, trì tiết, thị trung như cũ. Được cải phong Nam Quận vương, thực ấp vạn hộ. Mẹ Nghĩa Tuyên là Tôn mỹ nhân được tiến thụy là Hiến thái phi, con thứ là Nghi Dương hầu Lưu Khải được phong làm Nam Tiếu vương, thực ấp 1000 hộ. Nghĩa Tuyên từ chối quan chức trong triều cùng vương tước của Khải. Vì thế được cải thụ Đô đốc Kinh, Tương, Ung, Ích, Lương, Ninh, Nam – Bắc Tần 8 châu chư quân sự, Kinh, Tương 2 châu thứ sử, trì tiết, thị trung, thừa tướng như cũ. Lưu Khải được giáng làm Nghi Dương huyện vương. Tướng tá dưới quyền Nghĩa Tuyên đều được gia chức thưởng trật.

## Nổi loạn thất bại
Khi xưa Ung Châu thứ sử Tang Chất từ Tương Dương đi Giang Lăng gặp Nghĩa Tuyên, hưởng ứng ông dẹp loạn Nhị Hung, nhưng ông lại ủng hộ Hiếu Vũ đế. Chất dù hơn Nghĩa Tuyên gần 10 tuổi nhưng vẫn gọi ông bằng anh, đối với ông rất trọn lễ nghĩa. Sau khi dẹp loạn, Chất được dời nắm Giang Châu, nhiều lần gởi mật thư cho Nghĩa Tuyên, khuyên rằng ông tài cao, lại có công to át chủ, nếu bị gọi về triều, sớm muộn sẽ gặp vạ, hối hận thì đã muộn; Nghĩa Tuyên lấy làm phải.
Đến khi Nghĩa Tuyên biết Hiếu Vũ đế có quan hệ loạn luân với các con gái của mình thì nổi giận, ngầm sửa sang thuyền, giáp, hẹn đến mùa thu – đông năm Hiếu Kiến đầu tiên (454) sẽ dấy binh, thông báo cho Dự Châu thứ sử Lỗ Sảng, Duyện Châu thứ sử Từ Di Bảo cùng hành động. Nhưng vào tháng giêng ÂL năm ấy, Lỗ Sảng trong cơn say rượu đã nổi dậy, gởi thư bổ nhiệm Nghĩa Tuyên làm Thiên tử, Tang Chất làm thừa tướng, gởi trang phục, nghi vệ hoàng đế cho ông. Nghĩa Tuyên nhận thư thì rất kinh ngạc, vội cùng Tang Chất nổi dậy. Ngày 26 tháng 2 ÂL, Nghĩa Tuyên tự gia chức Đô đốc trung ngoại chư quân sự, đặt Tả hữu trưởng sử, tư mã, lấy liêu tá của mình đảm nhiệm.
Nghĩa Tuyên gửi hịch cho các châu quận, gia hiệu tiến vị cho trưởng quan ở đấy; khiến bọn Lưu Trạm Chi, Doãn Chu Chi đưa quân đi giúp Tang Chất. Ngày 17 tháng 2 ÂL, Nghĩa Tuyên soái 10 vạn thủy quân xuất phát từ Giang Tân, đầu đuôi dài mấy trăm dặm. Hôm ấy gió lớn, gần như chìm thuyền, nên phải tránh vào Hạ Khẩu. Nghĩa Tuyên lấy con trai thứ 8 là Lưu Thao làm Phụ quốc tướng quân, ở lại trấn Giang Lăng; khiến Lỗ Tú, Chu Đàm Thiều đem hơn vạn người tấn công Ung Châu thứ sử Chu Tu Chi – người đã công khai chống lại mình.
Nghĩa Tuyên đến Tầm Dương hội họp với Tang Chất, cùng tiến về kinh sư, Chất làm tiền phong. Đến Thước Đầu, nghe tin Từ Di Bảo bị đánh bại, Lỗ Sảng bị chặt đầu ở Tiểu Hiện, hai người nhìn nhau thất sắc. Trấn bắc đại tướng quân Thẩm Khánh Chi gởi đầu Lỗ Sảng đến, Nghĩa Tuyên và Chất đều kinh hãi.
Thủy quân của Dự Châu thứ sử Vương Huyền Mô dừng ở trong Lương Sơn Châu (cù lao), 2 bờ đông – tây làm thành trăng khuyết, doanh lũy rất chắc chắn. Nghĩa Tuyên nhiều lần gởi thư khuyên hàng, Huyền Mô đáp thư cự tuyệt. Phủ quân Liễu Nguyên Cảnh giữ Cô Thục thống lãnh toàn quân, bộ tướng Trịnh Côn, Vũ Niệm đồn thú Nam Phổ. Tang Chất xông thẳng vào Lương Sơn, kết doanh trại cách doanh trại của Huyền Mô chỉ 1 dặm, còn Nghĩa Tuyên đồn trú Vu Hồ. Ngày 19 tháng 5 ÂL, gió tây nam giật mạnh, Chất dựa gió xuôi dòng đánh lũy tây của Huyền Mô, bọn Nhũng tòng bộc xạ Hồ Tử Hữu thua trận, bỏ lũy chạy về với Huyền Mô. Chất bèn sai Bàng Pháp Khởi đem vài ngàn quân từ ngoài cù lao đi thẳng đến Nam Phổ, nhằm tập kích phía sau Huyền Mô. Pháp Khởi bị bọn Trịnh Côn đánh cho đại bại, binh sĩ đâm đầu xuống nước chết bằng sạch. Ngày 21, Nghĩa Tuyên đến Lương Sơn, Chất ngược dòng ra quân đánh lũy của Huyền Mô ở bờ đông, Huyền Mô điều động Du kích tướng quân Viên Hộ Chi, Cánh Lăng thái thú Tiết An Đô rời lũy đánh trả, Chất đại bại, chết đuối rất nhiều. Bọn Hộ Chi nhân thuận gió mà nổi lửa, đốt hết thuyền của phản quân; sức gió rất mạnh, khói lửa trùm mặt sông. Lửa cháy lan đến, đốt sạch doanh trại của Nghĩa Tuyên ở bờ tây. Quan quân thừa thế gió – lửa mà tấn công, phản quân tan vỡ chạy trốn.
Nghĩa Tuyên và Chất bỏ mặc nhau mà chạy trốn, bộ hạ của Chất thì đầu hàng quan quân, nhưng bộ hạ của Nghĩa Tuyên vẫn đi theo ông, còn hơn trăm chiếc thuyền. Nghĩa Tuyên ghé qua Tầm Dương, vào thành tìm con gái – đã gả cho con trai của Chất – để đưa đi. Nghĩa Tuyên chạy về phía tây, đến Giang Hạ, nghe tin Ba Lăng có quan quân chặn lối, bèn trở vào Kính Khẩu, lên bờ về Giang Lăng. Bộ hạ của Nghĩa Tuyên tan rã, chỉ còn hơn 10 người; ông bị đau chân không đi nổi, phải thuê xe của dân để chở; không có thực phẩm, phải xin ăn dọc đường. Đến quách ngoài Giang Lăng, Nghĩa Tuyên sai người báo cho tư mã Trúc Siêu Dân, Siêu Dân bày nghi vệ đón ông vào thành. Khi ấy Giang Lăng vẫn còn hơn vạn quân được vũ trang đầy đủ, Nghĩa Tuyên ra Thính sự sảnh gặp bộ hạ, được thủ hạ thân tín là Địch Linh Bảo dạy cho mấy câu để úy lạo mọi người rằng: "Tang Chất làm trái với sắp đặt, dụng mưu sai lầm, nay vẫn còn binh giỏi giáp tốt, có thể mưu tính về sau; xưa Hán Cao (Tổ) trăm bại, cuối cùng vẫn làm nên sự nghiệp." Nhưng lại nói lầm rằng "Hạng Vũ ngàn bại", ai nghe cũng bưng miệng cười thầm.
Bọn Lỗ Tú, Trúc Siêu Dân muốn tập hợp tàn quân, quyết chiến một trận, nhưng Nghĩa Tuyên ngủ mê mệt không biết gì, sau khi vào nhà trong thì không thấy trở ra. Tướng lãnh, bộ hạ của Nghĩa Tuyên kéo nhau bỏ trốn, ông nghe tin Lỗ Tú chạy lên phía bắc, nhắm chừng không thể chống lại triều đình, nên muốn đi theo Tú, bèn vận nhung phục, gói ghém lương thực, đeo bội đao, dắt Lưu Thao, còn mang theo 5 người ái thiếp – đều vận nam trang. Trong thành nhiễu loạn, những cuộc xô xát gây khiến Nghĩa Tuyên giật mình ngã ngựa, nên phải đi bộ. Siêu Dẫn tiễn chủ ra ngoài thành, giao ngựa của mình cho Nghĩa Tuyên, rồi quay lại giữ thành.
Nghĩa Tuyên muốn tìm Lỗ Tú, nhưng chẳng biết ông ta đi đâu; ra đến quách ngoài thì bộ hạ trốn mất cả, chỉ còn Thao, 5 ái thiếp và 2 hoàng môn. Trong đếm Nghĩa Tuyên quay về thành, vào nghỉ ở trụ sở Nam Quận, không có giường, nằm trên nền đất đến sáng. Nghĩa Tuyên lại sai người báo cho Siêu Dân, ông ta gởi đến một cỗ xe cũ, chở Nghĩa Tuyên đến nhà ngục. Nghĩa Tuyên ngồi xuống đất, than rằng: "Tên nô tài già Tang Chất khiến ta lầm lỡ." Ban đầu Nghĩa Tuyên cùng 5 ái thiếp vào ngục, sau đó khiến họ ra ngoài; ông kêu khóc với ngục lại: "Ngày thường không khổ, ngày nay mới biết thế nào là khổ."
Đại tư mã Giang Hạ vương Lưu Nghĩa Cung gởi thư cho Chu Tu Chi, yêu cầu ban chết cho Nghĩa Tuyên, nhưng thư chưa đến nơi, Tu Chi đã vào Giang Lăng, giết chết Nghĩa Tuyên và tất cả những người con trai của ông ở đó. Nghĩa Tuyên hưởng thọ 40 tuổi, Hiếu Vũ đế cho phép an táng ông.

## Tính cách
Nghĩa Tuyên bẩm sinh lưỡi ngắn, nên không giỏi biện luận. Ngoài 30 tuổi, Nghĩa Tuyên có nước da trắng, mày râu đẹp đẽ, vòng eo thô lớn.
Sau khi đến Kinh Châu, Nghĩa Tuyên có nhiều tỳ thiếp, lên đến ngàn người; ngoài ra còn nuôi vài trăm ni cô cùng 30 nam nữ, sanh hoạt xa hoa, chi phí rất lớn. Nghĩa Tuyên ở Kinh Châu hơn 10 năm, dựa vào đất rộng binh nhiều, lại có công dẹp loạn Nhị Hung, nên thỉnh cầu điều gì triều đình cũng đáp ứng, ngược lại đối với mệnh lệnh của trung ương, không phải lúc nào cũng tuân theo. Nghĩa Tuyên từng dâng rượu cho Hiếu Vũ đế, nhưng trước tiên rót cho mình uống, rồi mới niêm phong lại, gởi đi.
Bởi tài năng của Nghĩa Tuyên kém cỏi, Văn đế bất đắc dĩ mới lấy ông nắm Kinh Châu; còn Tang Chất muốn phù lập ông, vì cho rằng có thể khống chế về sau. Vào lúc Nghĩa Tuyên sắp khởi sự, Lỗ Sảng phái em trai là Lỗ Tú đến gặp ông bàn bạc; xong, Lỗ Tú trở ra, than rằng anh mình phù trợ một thằng ngốc, chuyến này nhất định thất bại.

## Hậu nhân
Nghĩa Tuyên có 18 con trai: Tông, Khải, Khôi, Cảnh, Đàm, Tâm Hĩ, Đôn, Thao, Bá Thực, Nghiệp, Tất Đạt, Pháp Đạo, Tăng Hỷ, Tuệ Chánh, Tuệ Tri, Minh Di Lỗ, Diệu Giác, Bảo Minh. Khải, Khôi, Đàm, Đôn đều bị ban chết bên mộ cha ở Giang Ninh; Tâm Hĩ, Tất Đạt mất sớm; còn lại đều bị Chu Tu Chi giết chết cùng với cha. Ngoài ra , tất cả những người con gái ( không được ghi chép lại ) đều được nghi ngờ có quan hệ loạn luân với Lưu Tống Hiếu Vũ đế.
Cố sự về Lưu Khôi, Lưu Khải được chép phụ vào liệt truyện của cha ở Tống thư.